# Herb gminy Sieradz
Herb gminy Sieradz – jeden z symboli gminy Sieradz, ustanowiony 7 grudnia 2015.

## Wygląd i symbolika
Herb przedstawia na tarczy  w polu czerwonym złotą koronę zamkniętą ponad srebrną lilią. Korona symbolizuje Najświętszą Maryję Pannę (i odwołuje się m.in. do ukoronowanego cudownego obrazu Matki Boskiej Księżnej Sieradzkiej z Sanktuarium w Charłupi Małej). Wzór korony zaczerpnięty został z oryginalnej korony widniejącej na cudownym obrazie Matki Boskiej Charłupskiej. Lilia jako stary emblemat opatrzności królewskiej i książęcej stała się także symbolem czystości, niewinności, czystej duszy Najświętszej Marii Panny. Umieszczenie złotej korony w herbie gminy Sieradz odnosi się do faktu koronacji Cudownego Obrazu Matki Boskiej, Księżnej Sieradzkiej z Sanktuarium w Charłupi Małej w 1937 r. koronami papieskimi.